# SN 1968U
SN 1968U – niepotwierdzona supernowa odkryta 30 października 1968 roku w galaktyce NGC 4183. W momencie odkrycia miała maksymalną jasność 14,50m.